# Gerald Portal
Sir Gerald Herbert Portal (13. března 1858 – 25. ledna 1894) byl britský diplomat, generální konzul pro Britskou Východní Afriku a britský zvláštní komisař pro Ugandu a hlavní postava při zakládání Protektorátu Uganda.
Dne 25. ledna 1894 ve 35 letech zemřel na břišní tyfus.

## Rodina
V roce 1890 se Gerald Portal oženil s Alicí Bertieovou, dcerou hraběte z Abingdonu. Neměli žádné děti.
Je pohřben ve Winchesterské katedrále společně se svým bratrem, kapitánem Melvillem Raymondem Portalem. Jejich pomník vytesal Waldo Story.